# Соснівська сільська рада (Ярмолинецький район)
Сосні́вська сільська́ ра́да — колишня адміністративно-територіальна одиниця та орган місцевого самоврядування в Ярмолинецькому районі Хмельницької області. Адміністративний центр — село Соснівка.

## Загальні відомості
- Територія ради: 36,6 км²
- Населення ради: 556 осіб (станом на 2001 рік)

## Населені пункти
Сільській раді підпорядковані населені пункти:
- с. Соснівка

## Склад ради
Рада складається з 12 депутатів та голови.
- Голова ради: Сіцар Володимир Петрович
- Секретар ради: Скрупська Людмила Казимирівна

### Керівний склад попередніх скликань
| Прізвище, ім'я, по батькові     | Основні відомості                                                                         | Дата обрання | Дата звільнення |
| ------------------------------- | ----------------------------------------------------------------------------------------- | ------------ | --------------- |
| Чайковський Анатолій Михайлович | Сільський голова, 1967 року народження, безпартійний                                      | 26.03.2006   | 01.02.2010      |
| Сіцар Володимир Петрович        | Сільський голова, 1950 року народження, освіта середня загальна, член партії Єдиний Центр | 20.06.2010   | 31.10.2010      |
| Сіцар Володимир Петрович        | Сільський голова, 1950 року народження, освіта середня загальна, член партії Єдиний Центр | 31.10.2010   |                 |

Примітка: таблиця складена за даними сайту Верховної Ради України

### Депутати
За результатами місцевих виборів 2010 року депутатами ради стали:

#### За суб'єктами висування
| Суб'єкт висування | Кількість обраних депутатів | %    |
| ----------------- | --------------------------- | ---- |
| Самовисування     | 8                           | 66,7 |
| Партія регіонів   | 3                           | 25   |
| Народна партія    | 1                           | 8,3  |

#### За округами
| № округу        | Прізвище, ім'я, по батькові       | Дата визнання обраним | Освіта  | Партійна приналежність | Відомості про обраного депутата                          |
| --------------- | --------------------------------- | --------------------- | ------- | ---------------------- | -------------------------------------------------------- |
| Народна Партія  |                                   |                       |         |                        |                                                          |
| 7               | Будко Валентина Михайлівна        | 04.11.2010            | середня | позапартійна           | ПСП «Куява», повар                                       |
| Партія регіонів |                                   |                       |         |                        |                                                          |
| 8               | Безрукий Олег Миколайович         | 04.11.2010            | середня | позапартійний          | ПСП «Куява», оператор газової котельні                   |
| 10              | Скрупська Людмила Казимирівна     | 04.11.2010            | середня | член Партії регіонів   | Соснівська сільська рада, секретар                       |
| 12              | Музика Валентина Володимирівна    | 04.11.2010            | середня | позапартійна           | Ярмолинецький територіальний центр, соціальний працівник |
| Самовисування   |                                   |                       |         |                        |                                                          |
| 1               | Тишинський Володимир Анатолійович | 04.11.2010            | середня | позапартійний          | ПСП «Куява», завідувач по господарству                   |
| 2               | Шевченко Олена Костянтинівна      | 04.11.2010            | вища    | позапартійна           | ПСП «Куява», головний лікар                              |
| 3               | Забавський Руслан Михайлович      | 04.11.2010            | вища    | позапартійний          | ПСП «Куява», замісник директора                          |
| 4               | Рогознюк Валентина Миколаївна     | 04.11.2010            | вища    | позапартійна           | Совнівська загальноосвітня школа, директор               |
| 5               | Чагур Микола Петрович             | 04.11.2010            | середня | позапартійний          | ПСП «Куява», водій                                       |
| 6               | Герасимова Валентина Антонівна    | 04.11.2010            | середня | позапартійна           | ПСП «Куява», вагар                                       |
| 9               | Залуцька Наталія Анатоліївна      | 04.11.2010            | середня | позапартійна           | Соснвська бібліотека-філіал, бібліотекар                 |
| 11              | Теньга Неля Адамівна              | 04.11.2010            | середня | позапартійна           |                                                          |